# جایزه گلدن گلوب بهترین بازیگر مرد – مینی‌سریال یا فیلم تلویزیونی
جایزه گلدن گلوب بهترین بازیگر مرد مینی سریال یا فیلم تلویزیونی، یکی از جوایز گلدن گلوب است که هرساله توسط انجمن مطبوعات خارجی هالیوود به بهترین اجرای یک بازیگر نقش اول مرد در مینی‌سریال یا فیلم تلویزیونی اهداء می‌شود. این جایزه اولین‌بار در سال ۱۹۸۲ اهداء شد. جیمز وودز با هفت‌بار نامزدی، بیشترین تعداد نامزدی‌ها را دارد. آل پاچینو، جیمز گارنر و رابرت دووال هرکدام با دوبار برندگی، بیشترین تعداد برنده‌شدن این جایزه را در کارنامه خود دارند.